# Norwich University

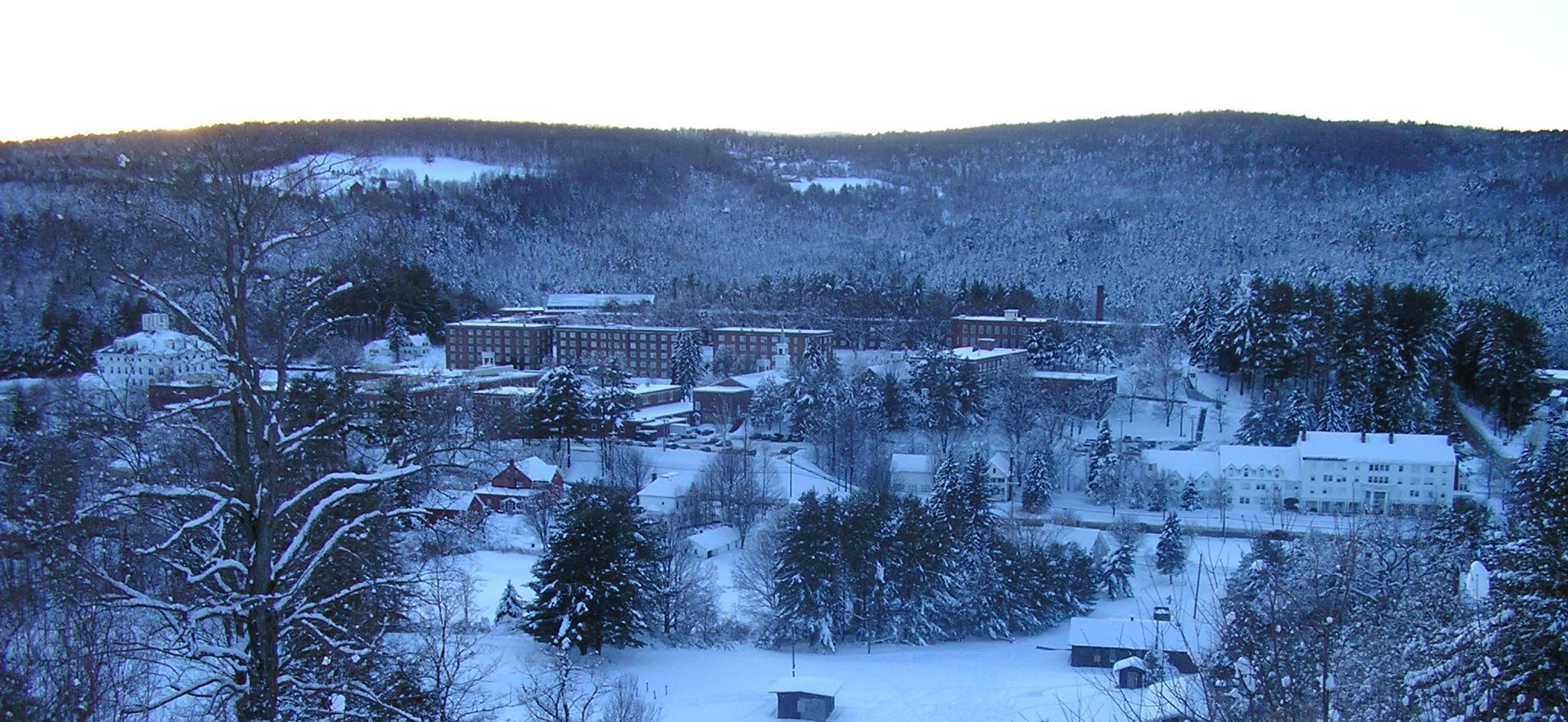
Campus im Winter

Die Norwich University – The Military College of Vermont ist eine private Militär-Hochschule in Northfield im Bundesstaat Vermont der Vereinigten Staaten von Amerika. Sie bietet verschiedene Studiengänge an, die zum Bachelor- oder Master-Grad führen. Ungefähr 1200 Studenten absolvieren online ein Master-Studium. Als Senior Military College haben die Studenten des Kadettenkorps das Recht, mit Absolvierung des Reserve Officer Training Corps (ROTC) als aktive Offiziere (engl. active duty) in den US-Streitkräften zu dienen.

## Geschichte
Die heutige Hochschule wurde im Jahr 1819 von Alden Partridge als American Literary, Scientific and Military Academy in Norwich gegründet. Sie war die erste private Militärakademie in den USA und wurde mit dem Ziel ins Leben gerufen, Offiziere auszubilden, die nicht nur militärisch, sondern auch humanistisch gebildet sind. Dieses Ziel verfolgt die Hochschule bis zum heutigen Tag. Dementsprechend war die Akademie auch die erste Hochschule, die eine Klasse des Reserve Officer Training Corps ausbildete, das genau diese Idee verfolgt. Von 1825 bis 1835 wurde die Akademie in Middletown in Connecticut geführt, von 1835 bis 1866 wieder in Norwich. Nach einem Großfeuer zog die Akademie in jenem Jahr nach Northfield um, wo sie noch heute existiert.

## Organisation
Der akademische Bereich der Hochschule ist in fünf Colleges gegliedert:
- College of Professional Schools
  - School of Architecture + Art
  - School of Business and Management
  - David Crawford School of Engineering
  - School of Nursing
- College of Science & Mathematics
- College of Liberal Arts
- College of Graduate & Continuing Studies
- College of National Services

## Kadettenkorps

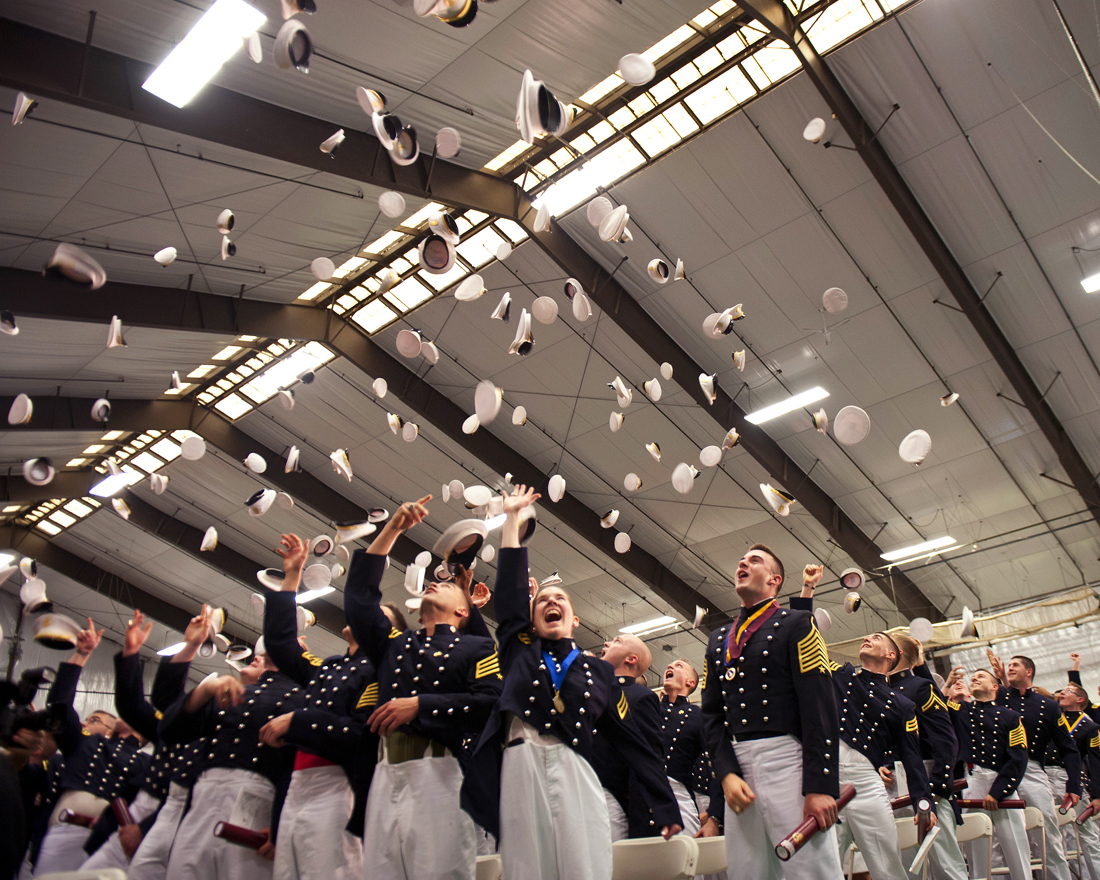
Kadetten beim traditionellen Werfen der Kopfbedeckung bei der Abschlussfeier

Für das Studium selbst und einen Hochschulabschluss ist die Mitgliedschaft im Kadettenkorps und die Teilnahme am ROTC nicht mehr notwendig. Jedoch ist die Mitgliedschaft eine Voraussetzung, um mit Abschluss an der Hochschule ein Offizierspatent (comission) zu erhalten. Die Kadetten sind keine Soldaten, gehören nicht zu den US-Streitkräften und unterliegen damit nicht der Militärgerichtsbarkeit. Das Kadettenkorps ist als Regiment mit fünf Bataillone organisiert, in dem die Führungspositionen durch Kadetten der oberen Jahrgänge besetzt werden. Im ROTC-Programm gibt es als Besonderheit eine Mountain Cold Weather Company, die Kadetten in der Gebirgskriegsführung und der Gefechtsführung unter kalten klimatischen Bedingungen ausbildet. Es kann zwischen dem ROTC-Programm aller vier Teilstreitkräfte gewählt werden.

## Zahlen zu den Studierenden, den Dozenten und zum Vermögen
Im Herbst 2021 waren 3.672 Studierende an der Norwich University eingeschrieben. Davon strebten 2.988 (81,4 %) ihren ersten Studienabschluss an, sie waren also undergraduates. Von diesen waren 26 % weiblich und 74 % männlich; 3 % bezeichneten sich als asiatisch, 4 % als schwarz/afroamerikanisch, 10 % als Hispanic/Latino und 74 % als weiß. 684 (18,6 %) arbeiteten auf einen weiteren Abschluss hin, sie waren graduates. Es lehrten 392 Dozenten an der Universität, davon 163 in Vollzeit und 229 in Teilzeit.
2012 waren es etwa 2.300 Studierende gewesen.
Der Wert des Stiftungsvermögens der Universität lag 2021 bei 328,1 Mio. US-Dollar.

## Sport
Wie an allen Militärakademie wird sportlichen Tätigkeiten besondere Aufmerksamkeit geschenkt. So erreichte die Eishockey-Mannschaft der Hochschule in den Jahren 2000, 2003 und 2010 die Meisterschaft der 3. Liga der NCAA. Aus diesem Team erwuchsen mehrere professionelle Eishockeyspieler, zum Beispiel die Brüder Keith und Phil Aucoin. Die Sportteams der Universität nennen sich die Cadets.

## Bekannte Absolventen
Militär
Während seiner fast zweihundertjährigen Geschichte haben 138 Absolventen der Universität Generalsränge oder Admiralsränge erreicht.
- Gordon R. Sullivan (1937–2024), General der US Army
- George Dewey (1837–1917), Admiral der US Navy

Politik und Verwaltung
- Alvan E. Bovay (1818–1903), einer der Gründer der Republikanischen Partei der Vereinigten Staaten
- Thomas Green Clemson (1807–1888), Politiker und Diplomat, Stifter der Clemson University
- Ryland Fletcher (1799–1885), Gouverneur von Vermont
- Edward Stanly (1810–1872), Abgeordneter im US-Repräsentantenhaus
- Caleb Lyon (1822–1875), Gouverneur des Idaho-Territoriums und Abgeordneter im US-Kongress
- Grenville M. Dodge (1831–1916), Offizier im Bürgerkrieg und Abgeordneter im US-Repräsentantenhaus
- Burleigh F. Spalding (1853–1934), Abgeordneter im US-Repräsentantenhaus
- Ernest Gibson senior (1871–1940), Mitglied in beiden Kammern des US-Kongresses
- Charles Albert Plumley (1875–1964), Abgeordneter im US-Repräsentantenhaus
- Ernest Gibson junior (1901–1969), Gouverneur von Vermont und US-Senator